# Gotska Sandön
Gotska Sandön ist eine schwedische Insel in der Ostsee, 40 km nördlich von Fårö.

## Beschreibung und Geschichte
Sie ist ca. 8 km lang, 5 km breit und hat eine Fläche von 3.601 ha. Der höchste Punkt der Insel liegt bei 42 m über dem Meeresniveau.
Während des Krimkrieges diente sie als britische Marine-Basis.
Die Insel ist seit 1963 Teil des Nationalparks Gotska Sandön.
In den 1960er Jahren wurden einige Kegelrobben von Gotska Sandön in den Londoner Zoo gebracht, wo sie jedoch nicht lange überlebten.
Auf der Insel steht ein Leuchtturm aus dem 19. Jahrhundert. Außerdem gibt es ein touristisches Camp und eine kleine Holzkirche.
Anfang des 21. Jahrhunderts erfolgten auf Sandön archäologische Grabungen, bei denen unter anderem Reste eines alten Hafens, ein Grabhügel und weitere Artefakte gefunden wurden. Die Forscher leiten daraus ab, dass die Insel vor rund 2000 Jahren vor allem bei der Robbenjagd genutzt wurde, sie könne sogar ein Drehpunkt des Handels gewesen sein.

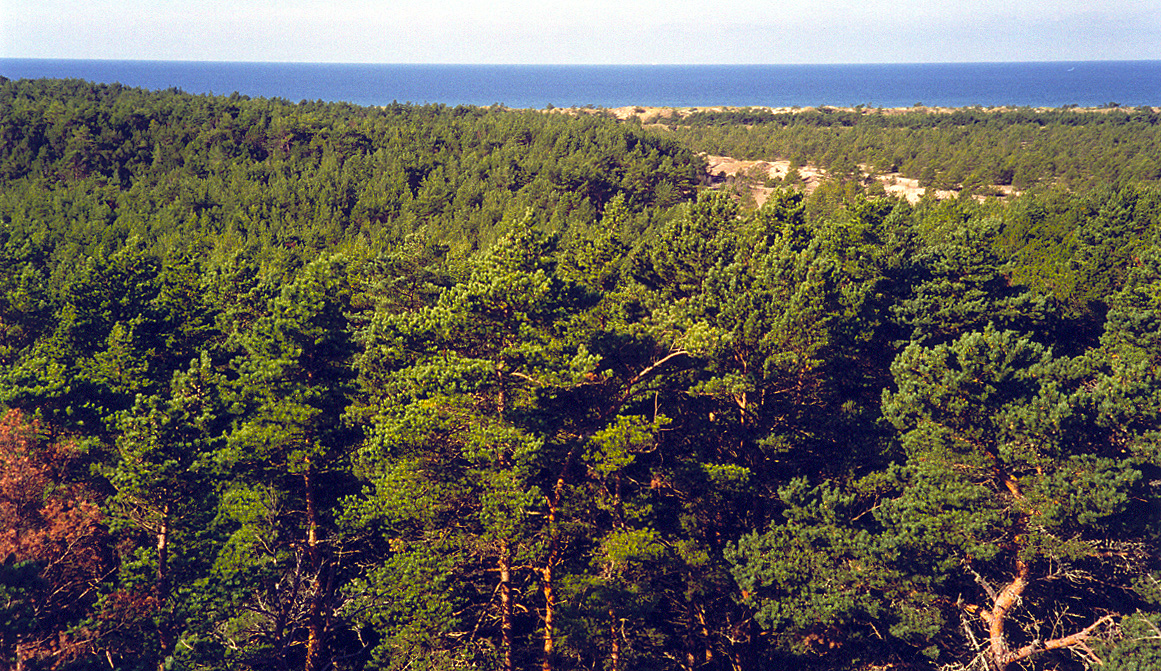
Ostseite der Insel
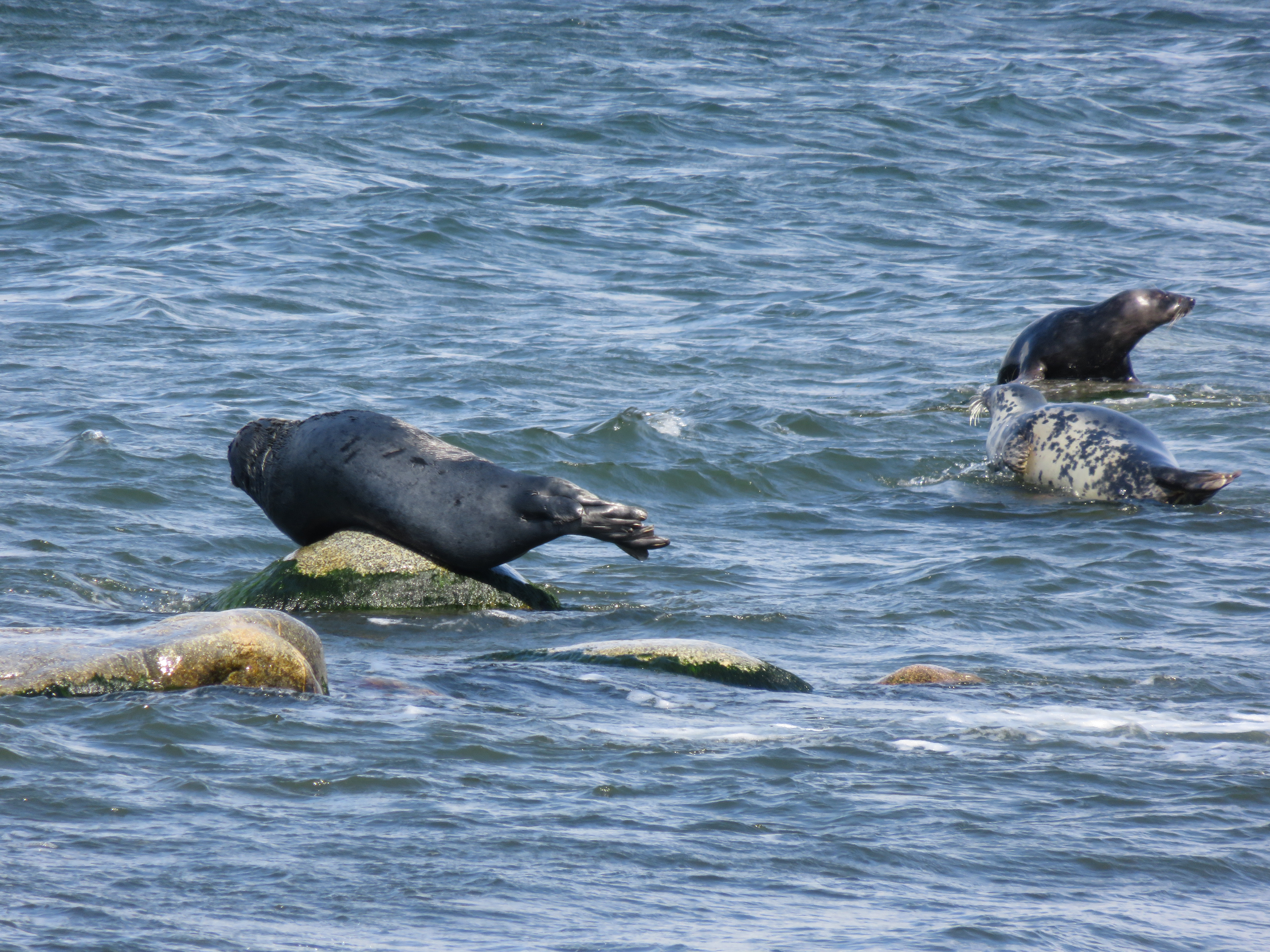
Robben in Strandnähe
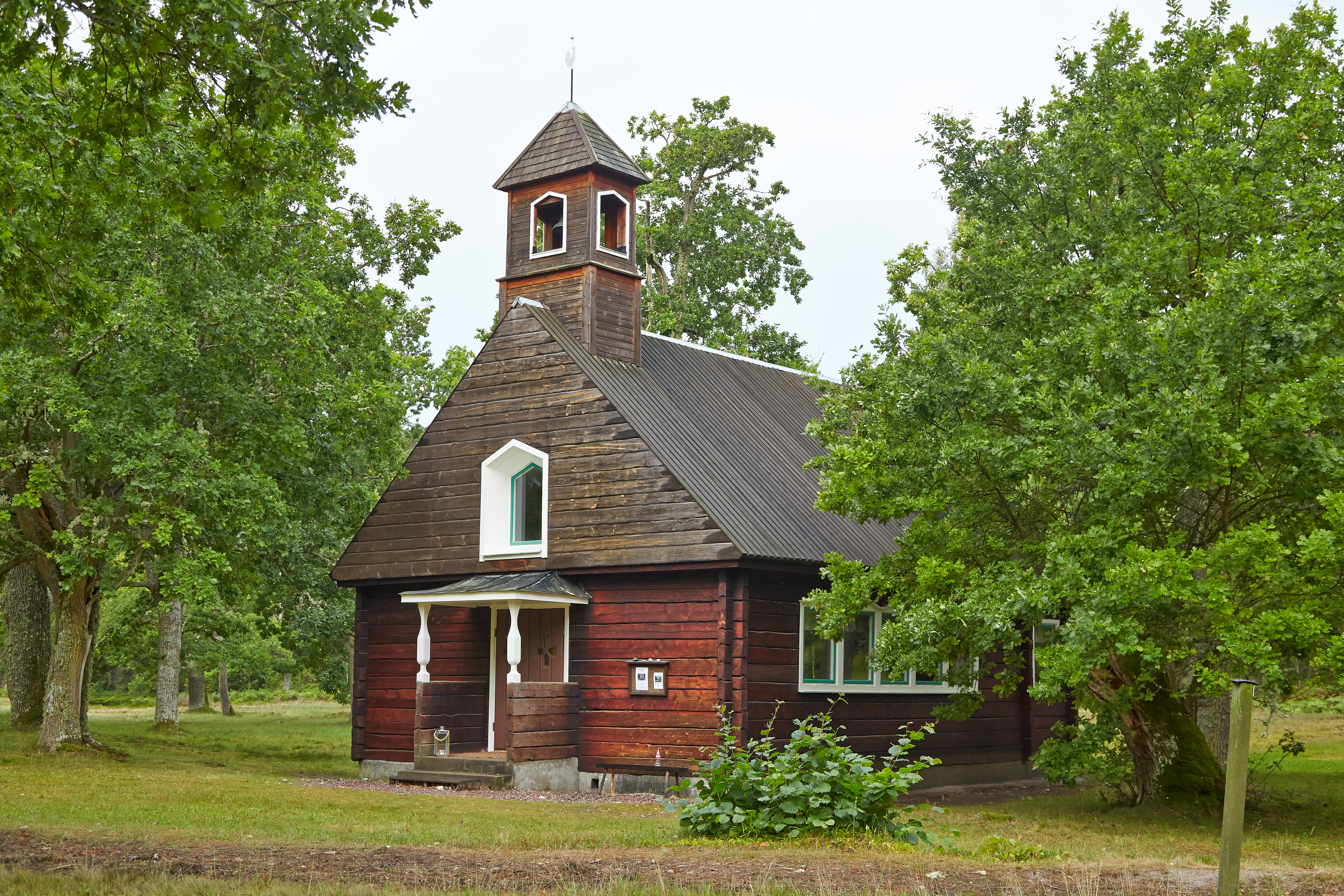
Hölzerne Kapelle
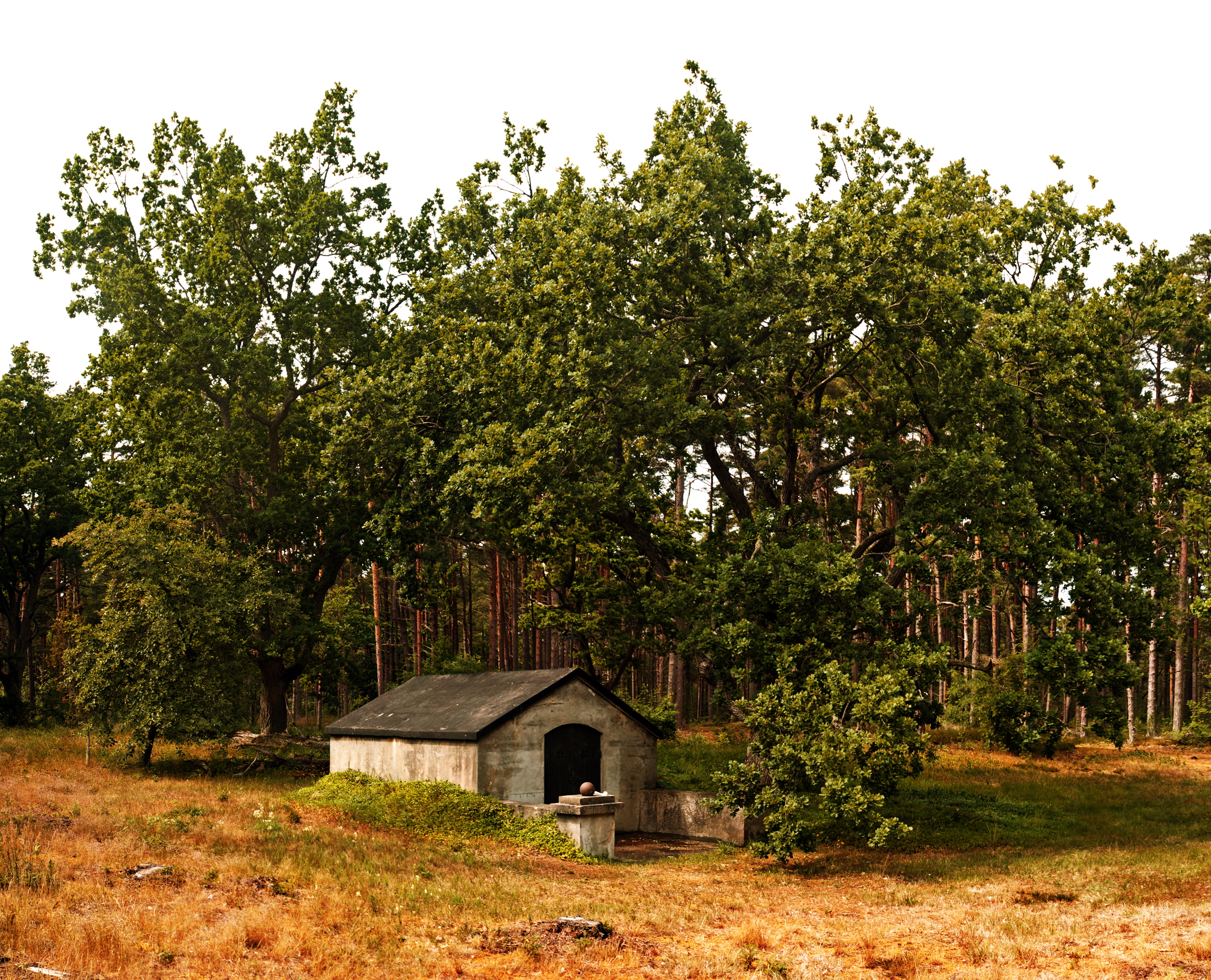
Grab eines früheren Leuchtturmwärters
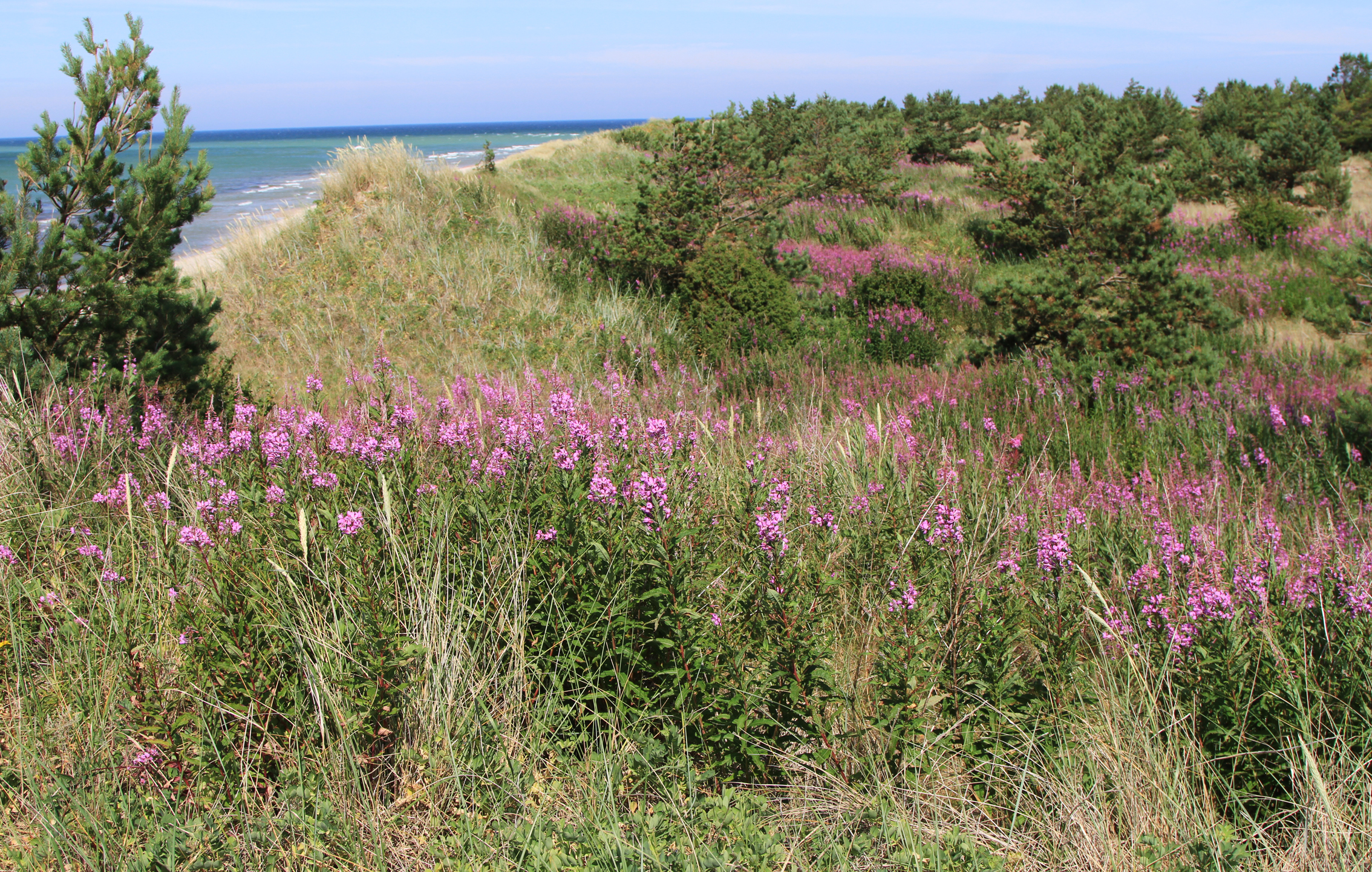
Pflanzen in Strandnähe

## Literarische Umsetzung
Gotska Sandön ist Schauplatz des Kriminalromans I Denna Ljuva Sommartid (dt.: Sommerzeit. Der Kommissar und das Meer) der schwedischen Autorin Mari Jungstedt.